# Ocumare del Tuy (paroisse civile)
Pour les articles homonymes, voir Ocumare.
Ocumare del Tuy est l'une des trois paroisses civiles de la municipalité de Lander dans l'État de Miranda au Venezuela. Sa capitale est Ocumare del Tuy, chef-lieu de la municipalité. En 2011, sa population s'élève à 106 812 habitants.

## Géographie

### Démographie
Hormis sa capitale Ocumare del Tuy, la paroisse civile possède plusieurs localités :
- Caracarapa
- La Cabrera
- Lomas de Guadalupe
- Los Cajones
- Loverita
- Mendoza
- Ocumare del Tuy
- Súcuta